# Nannocyrtopogon lestomyiformis
Nannocyrtopogon lestomyiformis är en tvåvingeart som beskrevs av Wilcox och Martin 1936. Nannocyrtopogon lestomyiformis ingår i släktet Nannocyrtopogon och familjen rovflugor. Inga underarter finns listade i Catalogue of Life.